# Guerres perso-romaines
Les guerres perso-romaines commencent lorsque les Romains, après avoir conquis la Grèce, envahissent l'Asie Mineure et entrent en contact avec l'Empire parthe vers 100 av. J.-C. En 64 av. J.-C., Antiochos XIII, dernier monarque séleucide, est détrôné par Pompée qui réduit la Syrie séleucide en province romaine. Les Parthes, occupant les territoires séleucides à l'est de l'Euphrate, deviennent le « concurrent » de l'Empire romain dans l’est de la Méditerranée. La civilisation et la culture des Parthes semblent reprendre celles des Achéménides, particulièrement dans leur système religieux. Elle est aussi marquée par la présence d'importantes cités grecques en Mésopotamie. L'Empire parthe, organisé de manière peu autoritaire, prend fin en 224 ap. J.-C. Il laisse la place aux Sassanides qui continuent leur guerre avec les Romains. La guerre perdure avec l'Empire byzantin et prend fin avec l'expansion de l'islam : les guerres perso-byzantines (502-628).
La longue série de conflits entre le monde méditerranéen et le monde perse forme une des plus longues séries d'affrontements régionaux de l'histoire. Aucune partie n'étant capable de dominer l'autre, ceux-ci ne prirent fin qu'avec les conquêtes musulmanes.
L'est de la Syrie romaine, le nord-ouest de la Mésopotamie et le contrôle indirect de l'Arménie sont les principaux enjeux de ces affrontements, mais ils peuvent aussi surgir du désir de gloire du souverain de l'un ou l'autre empire. Malgré la récurrence des conflits, d'assez longues périodes de paix existent et les deux empires ont aussi des échanges pacifiques propices au développement d'un commerce à longue distance le long des routes de la soie en direction de l'Extrême-Orient.

## Période partho-romaine

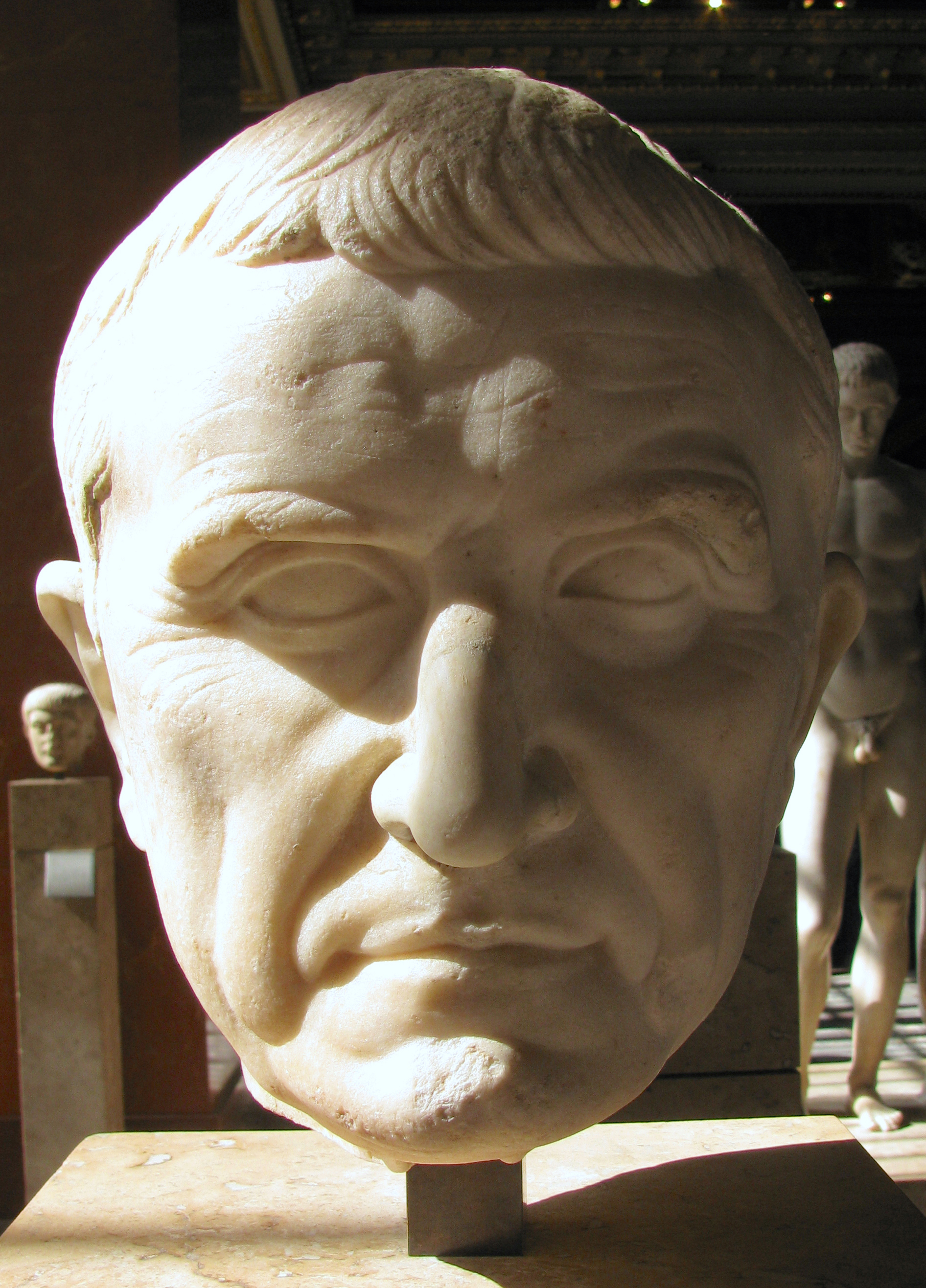
Crassus, triumvirat romain vaincu et tué à Carrhes en -53

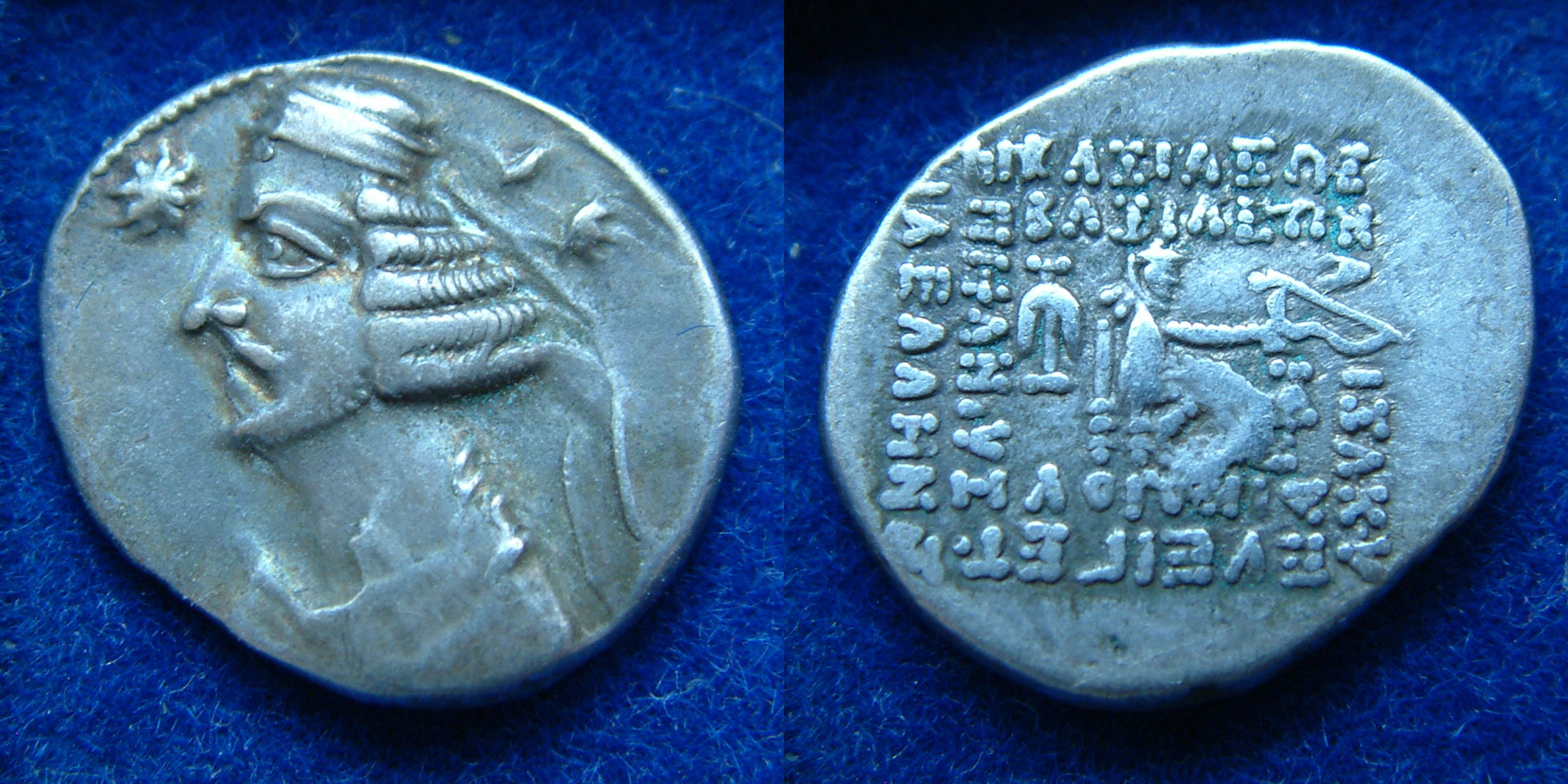
Orodès II, roi des Parthes (54 à 38).

### Les premiers contacts de Sylla à Pompée
Tigrane II d'Arménie, mis sur le trône par les Parthes, fait de son royaume une puissance régionale majeure de 95 à 66 av. J.-C. Tigrane s'allie à son voisin Mithridate VI, le roi du Pont, et tente de s'emparer de la Cappadoce au cœur de l'Asie Mineure. Il déclenche ainsi la réaction des Romains qui interviennent sous la conduite de Sylla.

### Le traumatisme de la défaite de Crassus
En 53 av. J.-C., sur les conseils d'Abgar II Ariamnès (en), Crassus franchit l'Euphrate pour affronter les Parthes mais est vaincu à la bataille de Carrhes. Peu de jours après, il est tué au cours d'une entrevue avec le général parthe Suréna. Sa tête est ensuite envoyée au roi parthe, Orodès II. On a raconté qu'il mourut d'une façon peu orthodoxe : en effet, il était si cupide que Suréna lui aurait fait couler de l'or en fusion dans la bouche en lui disant « Rassasie-toi donc de ce métal dont tu es si avide ! ». Son fils, Publius Crassus, est tué au cours de la même bataille.

### La campagne avortée de Jules César
Jules César est assassiné trois jours avant son départ pour sa campagne contre les Parthes, aux ides de mars 44 av. J.-C.. Ses motifs étaient que les Parthes ont aidé Pompée lors de la guerre civile, venger Crassus et surtout continuer d'égaler la gloire d'Alexandre le Grand. Une très importante armée romaine avait été réunie en Macédoine en ce but.

### La guerre romano-parthique de 40-33 av. J.-C.

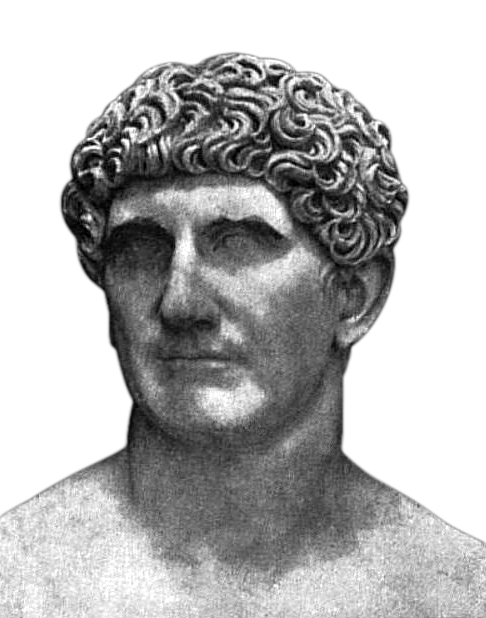
Buste de Marc Antoine, musées du Vatican.

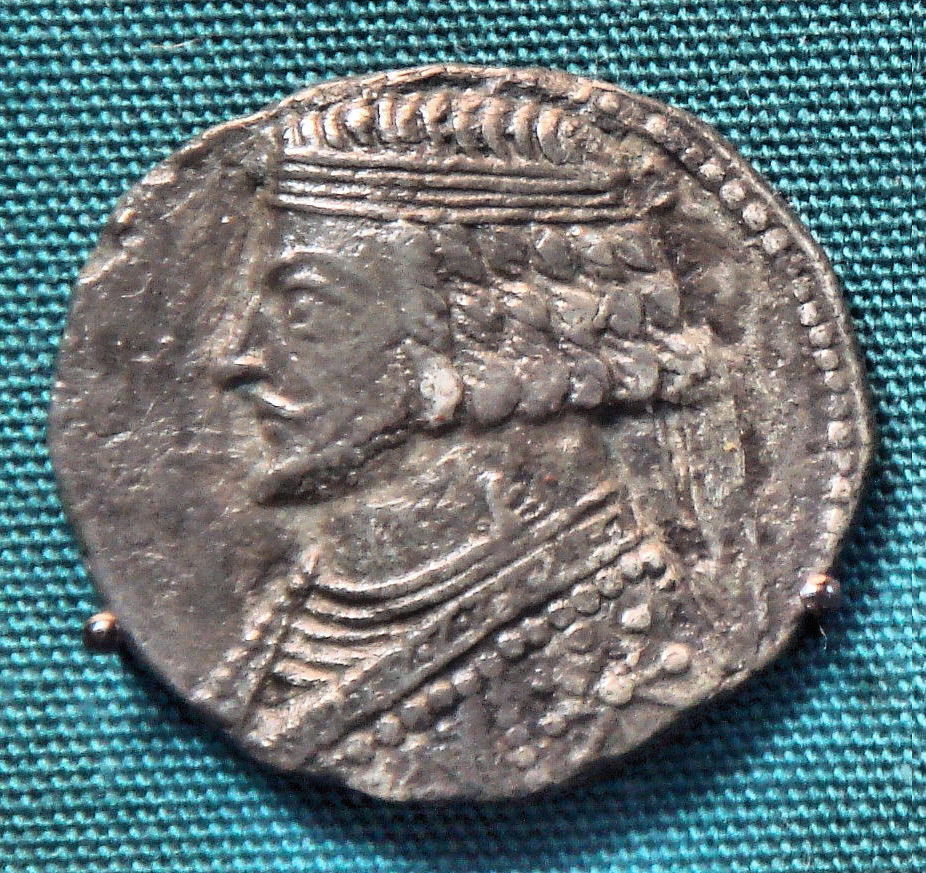
Phraatès IV, roi des Parthes (38 à -2).

La guerre de Labienus ou guerre romano-parthique du nom du général romain Quintus Labienus, est une guerre qui opposa les armées romaines à une armée coalisée de Parthes et de républicains romains entre 40 et 33 av. J.-C.
Les événements qui suivent la mort de Jules César en Orient sont bien attestés par de nombreux historiens antiques : Plutarque, Appien, Dion Cassius. Ils n'en sont pas moins très complexes : Rome est en effet plongée dans les guerres civiles et les rivalités politiques, alors que les Parthes doivent eux aussi, à plusieurs reprises, affronter des problèmes dynastiques sérieux.
La mort de César ne remet pas en cause les liens tissés entre les Parthes et les adversaires romains du dictateur — à la suite de l'appel du pompéien Quintus Cæcilius Bassus. Caius Cassius Longinus, l'un des meneurs de la conjuration contre César, cherche à s'appuyer sur les troupes de Syrie pour contrer les héritiers du dictateur défunt. Il y rassemble un nombre important de légions. En conséquence, il ravive l'alliance de son parti avec les Parthes en négociant avec Orodès II et obtient de lui des auxiliaires engagés aux côtés des républicains jusqu'à la bataille de Philippes en 42 av. J.-C. Après la déroute, certains des chefs républicains cherchent donc un asile dans le royaume d'Arménie, comme Quintus Labienus. Ce dernier devient une importante personnalité de la cour du roi parthe et le pousse à entreprendre une action contre la Syrie.
La grande offensive parthe : alors qu'Antoine rentre à Alexandrie pour l'hiver 41-40, il laisse deux légions pour protéger la Syrie. Mais ces légions sont composées d'anciennes troupes républicaines récupérées par Antoine après la victoire de Philippes et celles-ci rallient Labienus, ce qui lui permet d'enfin convaincre le roi parthe de se battre. Ainsi le fils aîné du roi Orodès II, nommé Pacorus, attaque la Syrie romaine pendant l'absence d'Antoine avec à ses côtés le Romain Quintus Labienus et ses deux légions. Ils échouent une première fois à Apamée, mais Labienus peut y recruter des vétérans des anciennes armées de Cassius et Brutus. Ces ralliements entraînent la fuite de Lucius Decidius Saxa, qui est le légat de Marc Antoine en Syrie, et de son frère qui était questeur. Ce dernier regroupe alors ses troupes, mais il est quand même vaincu et exécuté par la cavalerie parthe. Après la fuite et la rumeur de la mort du légat, Apamée se rend et ouvre ses portes aux forces combinées des Parthes et des Romains menées par Labienus. Le général romain remonte ensuite la vallée de l'Oronte et s'empare d'Antioche.
L'armée romano-parthe se sépare alors en deux forces. Labienus se lance à la poursuite de Lucius Decidius Saxa à travers les monts Taurus jusqu'en Cilicie où il finit par éliminer le légat d'Antoine. Il conquiert ensuite la moitié sud de l'Asie Mineure hormis quelques cités. Au cours de l'année 40, Labienus fait la conquête de l'Anatolie de telle façon que Lucius Munatius Plancus, récemment nommé proconsul d'Asie à Rome, est obligé de fuir peu de temps après son arrivée dans sa province.
Pendant que Labienus poursuit Saxa, le prince Pacorus et son général Barzapharnès avancent au sud vers la Phénicie et la Palestine. Ils se séparent en deux une fois de plus : Pacorus longe la côte et Barzapharnès s’enfonce à l’intérieur des terres. De nombreux rois se rallient aux Parthes, tels que le roi d'Abilène Lysanias ou le prince hasmonéen Antigone II Mattathiah qui veut récupérer son trône perdu contre Pompée au profit de son frère Hyrcan II. Barzapharnès finit par arriver aux portes de Jérusalem où les partisans d'Hérode Ier le Grand et d'Antigone II ont déjà commencé les hostilités. Par la ruse, un des généraux de Barzapharnès, nommé Pacoros, arrive à faire sortir Hyrcan II et Phasaël, fils d'Antipater, de la cité et ils sont alors faits prisonniers. Quant à Hérode, il parvient à s'enfuir et les terres syriennes et palestiniennes passent aux mains des Parthes, à l'exception de quelques cités comme Tyr. Pendant ce temps Marc Antoine est retourné à Rome réaffirmer son pouvoir face à Octave.
La contre-attaque romaine : pendant l'hiver 40-39, Antoine envoie son meilleur lieutenant nommé Publius Ventidius Bassus contre les Parthes alors qu'il est encore occupé à Rome. Ventidius arrive en Asie au printemps 39 avec une importante armée. Il surprend Quintus Labienus par son arrivée et le contraint à se battre près des monts Taurus avant que les renforts parthes puissent rallier le renégat romain. Ventidius vainc Labienus et le satrape parthe de Syrie, un certain Phranicates. Labienus est alors exécuté pendant que ses troupes intègrent celles de Ventidius et pendant que Phranicates fuit. Ce dernier est finalement vaincu et tué à la frontière entre la Cilicie et la Syrie. Pacorus fuit alors la Syrie et le lieutenant d'Antoine peut y restaurer l'autorité romaine en 39.
Les échecs parthes qui s'ensuivent : les Parthes reprennent l'offensive au printemps 38. Ventidius regroupe alors ses forces sur le mont Gindarus au nord-est d'Antioche où il écrase une fois de plus l'armée parthe et tue Pacorus le 9 juin 38. Le lieutenant d'Antoine s'occupe ensuite des États vassaux qui ont soit trahi Rome, soit été submergés. Il est rejoint par Antoine devant les murailles de Samosate, capitale du royaume de Commagène accusé d'avoir aidé les Parthes. La ville semble imprenable et Antoine négocie une alliance avec Antiochos Ier de Commagène sans représailles pour ce dernier.
Résultat de la guerre en 38 : Publius Ventidius Bassus est honoré du premier triomphe contre les Parthes le 17 novembre 38, étant le premier général romain à sortir victorieux d'une campagne contre les Parthes. Dans le royaume arsacide il y a des troubles de succession après la mort du prince Pacorus. Son père, le roi Orodès II, est assassiné par son fils Phraatès IV, aussi meurtrier de ses frères restants.
Le conflit commence par une offensive parthe menée par Pacorus Ier, le général parthe Barzapharnès et le républicain romain Quintus Labienus. Le lieutenant d'Antoine Publius Ventidius Bassus les écrase puis vainc à nouveau une offensive parthe de Pacorus en 38 av. J.-C., devenant le premier Romain à triompher des Parthes. Caius Sosius renforce Hérode qui reprend Jérusalem en 37 av. J.-C. et devient roi de Judée avec l'accord de Rome tandis qu'un autre lieutenant d'Antoine, Publius Canidius Crassus, soumet l'Arménie en 37-36 av. J.-C. Marc Antoine lance alors une grande offensive depuis l'Arménie vers la Mède atropatène en 36 av. J.-C., mais il est contraint de faire une retraite proche du désastre.
À la suite d'un changement d'alliance, les Mèdes s'alliant à Rome contre les Parthes, Antoine s'empare de l'Arménie en 34 av. J.-C. et y place son fils Alexandre Hélios. En 33 av. J.-C., les Parthes et le fils du roi déchu d'Arménie sont pour un temps repoussés par les Mèdes soutenus par les forces d'Antoine. Cependant, lors de la dernière guerre civile républicaine romaine, alors qu'Antoine dégarnit militairement l'Orient, les Mèdes seront mis en difficulté et l'Arménie temporairement perdue en 30 av. J.-C. Cette région devient alors un enjeu entre Rome et les Parthes, chacun cherchant dorénavant à imposer son candidat, et la « crise arménienne » va se prolonger tout au long de l'histoire de l’Empire romain.

### L'époque augustéenne, vers une coexistence pacifique
La présence d'Auguste en Orient juste après la bataille d'Actium en 30-29 av. J.-C. et de 22 à 19 av. J.-C., ainsi que celle de Marc Agrippa en 23-21 av. J.-C. puis en 16-13 av. J.-C., démontrent l'importance accordée à ce secteur stratégique du territoire romain. Il est nécessaire de parvenir à un modus vivendi avec les Parthes, l'unique puissance concurrente capable de menacer Rome en Asie Mineure. Les deux empires, conscients de ce qu'ils avaient plus à perdre d'une défaite que ce qu'ils ne pouvaient raisonnablement espérer gagner d'une victoire, parviennent, non sans frictions, à s'accorder sur les conditions d'une cohabitation et Auguste peut, tout au long de son principat, concentrer ses efforts militaires sur l'Europe, comme il le désirait.
Les Arsacides acceptent qu'à l'ouest de l'Euphrate Rome organise de fait ses possessions et États clients à sa guise. Seul le royaume d'Arménie demeure, à cause de sa situation géographique, l'objet d'un contentieux, Rome et les Parthes cherchant continuellement à placer un roi acquis à leur cause sur le trône arménien, tout en évitant une confrontation directe l'un contre l'autre. La crainte mutuelle permet à cet équilibre de perdurer tout le long du principat d'Auguste.

### La guerre romano-parthique de 58-63

La campagne de Cnaeus Domitius Corbulo en 58-60.

L'influence de Rome sera solide en Arménie jusqu'en 37, lorsqu'un candidat soutenu par les Parthes revendique le trône. Jusqu'en 54, coups de force et luttes d'influence se succèdent pour le contrôle de l'Arménie. À cette date, le nouveau roi des Parthes, Vologèse Ier investit les deux capitales, Artaxate et Tigranocerta, et met sur le trône son jeune frère Tiridate Ier d'Arménie.
Néron réagit vigoureusement, nomme Cnaeus Domitius Corbulo commandant suprême en Orient et l'envoie dans les provinces de l'est régler le problème de l'Arménie. Tiridate est contraint de retirer son armée, abandonnant sa capitale Artaxate. En 59, les Romains marchent en direction de Tigranocerta, la seconde capitale de l'Arménie. Celle-ci se rend. Les Romains contrôlent maintenant l'Arménie, et ils installent son nouveau roi, Tigrane VI d'Arménie, le dernier descendant des rois de Cappadoce.
Les Romains sont conscients que leur victoire est fragile. Malgré sa réticence à s'attaquer à Rome, Vologèse est forcé d'agir quand en 61, Tigrane envahit l'Adiabène, une importante région du royaume de Parthie. Il prépare son armée pour chasser Tigrane. Le légat pour la Cappadoce étant arrivé, dans la personne de Lucius Caesennius Paetus, le consul romain de l'année précédente (61), il reçoit l'ordre de régler la question en ramenant l'Arménie sous l'administration directe de Rome. Pendant ce temps, la protection de la Syrie réclame toute l'attention de Corbulo. En 62, Paetus subit une cuisante défaite à Rhandeia. Paetus capitule.
Les Romains décident qu'il vaut mieux « accepter une guerre dangereuse qu'une paix humiliante » ; Paetus est rappelé et le commandement des troupes est alors à nouveau confié à Corbulo. Il prend la tête de la campagne d'Arménie, avec extraordinaire imperium qui le place au-dessus de tous les autres gouverneurs et clients en Orient. Ils se réunissent à Rhandeia, Tiridate dépose sa couronne de roi d'Arménie aux pieds de la statue de l'empereur, promettant de ne pas la reprendre jusqu'à ce qu'il la reçoive des mains de Néron lui-même à Rome. Cependant, même si les deux armées quittent l'Arménie, elles restent de facto sous contrôle parthe.
Vologèse entretient ensuite de très bonnes relations avec Rome et propose même à Vespasien l'appui d'un corps de 40 000 cavaliers parthes lors de la guerre civile.

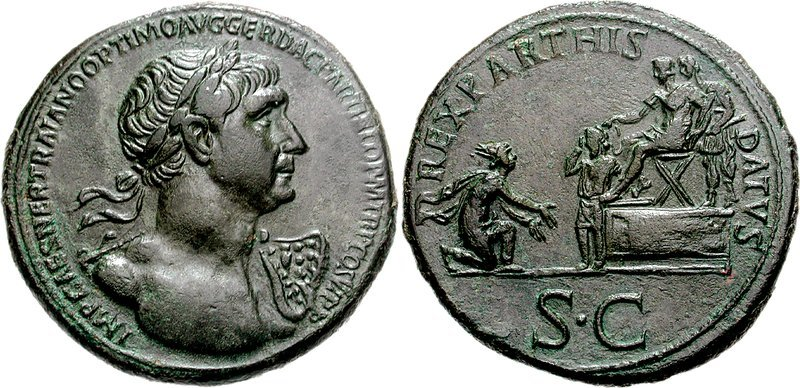
Sesterce frappé vers 116/117. Au verso, sous la devise REX PARTHIS DATVS S C, Trajan, assis sur un siège pliant, donne le trône de la Parthie à Parthamaspatès.

### La guerre parthique de Trajan (112-117)
C'est l'une des crises de succession du trône arménien qui est, pour Trajan, le prétexte pour déclencher la guerre et mettre ses pas dans ceux d'Alexandre le Grand.

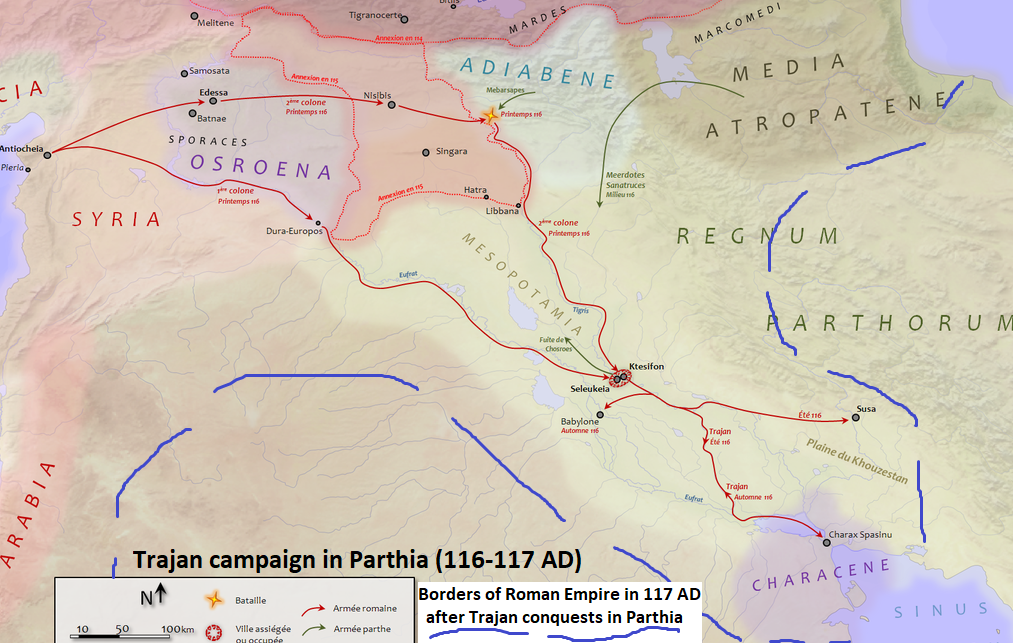
La campagne de Trajan 116-117 AD

Khosrô Ier de Parthie a en effet placé à la tête de l'Arménie, le frère de son neveu Axidarès d'Arménie, Parthamasiris, sans avoir l'agrément des Romains. Trajan considère qu'il s'agit là d'une remise en cause des accords datant de Néron et organise une campagne contre les Parthes en octobre 113. En 114, l'Arménie est prise, Parthamasiris s'enfuit et la transformation de son royaume en province est prévue. Puis Trajan mène des opérations en Mésopotamie en 114-115. En 116, l'Assyrie et la Babylonie sont conquises. Avec deux armées, Trajan atteint le littoral du golfe Persique.
La victoire est cependant de courte durée : le pays s'avère très difficile à tenir et les révoltes se multiplient dans les régions nouvellement conquises, notamment au sein des populations juives. La Babylonie est confiée à Parthamaspatès. La révolte s'étend encore en 117 : l'armée et l'empereur doivent se retirer de la Mésopotamie. Trajan meurt peu après (18 août 117) à Selinus en Cilicie (Turquie actuelle), ses conquêtes et ses projets sont abandonnés par son successeur Hadrien. Les Parthes toutefois ne retrouvent pas immédiatement une influence forte sur toute la Mésopotamie : la Characène ne leur est à nouveau soumise qu'en 150.

### La guerre parthique de Lucius Aurelius Verus (161-166)

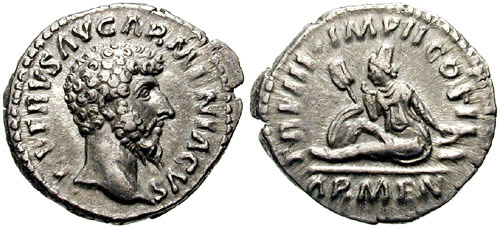
L'Arménie conquise, enjeu de la guerre parthique de Lucius Aurelius Verus (monnaie romaine de 163).

La guerre éclate à la suite d'un désaccord entre Parthes et Romains quant à l'Arménie. Le conflit semble avoir été préparé de longue date côté parthe, mais aussi du côté romain où des opérations militaires commencèrent en vue du conflit avant la mort d'Antonin le Pieux. Si, dans un premier temps, les Romains subissent de lourdes pertes, le conflit se termine à leur avantage.
En 161, une offensive parthe sur l'Arménie, ordonnée par le souverain parthe Vologèse IV, vise à placer à la tête du petit royaume un souverain favorable à la dynastie des Arsacides. L'armée romaine de Cappadoce menée par le sénateur d'origine gauloise Marcus Sedatius Severianus, gouverneur romain de Cappadoce, pénètre en Arménie pour rétablir le protectorat romain. Confiant dans sa victoire, qui lui a été promise par un oracle de Glycon, Marcus Sedatius subit pourtant une terrible défaite à Elegeia, et se suicide sur le champ de bataille. Les Parthes poussent leur avantage et mènent un raid sur la Syrie où l'armée provinciale romaine n'offre pas une grande résistance. Les Parthes installent un protectorat sur l'Osroène dont la capitale était à Édesse.
Rome dirigée depuis peu par Marc Aurèle et Lucius Aurelius Verus entame alors une forte mobilisation pour garantir une puissante contre-offensive. La décision est prise d'envoyer l'un des deux empereurs, Lucius Aurelius Verus, sur le théâtre des opérations, à la fois pour une meilleure coordination mais aussi pour rassurer les provinciaux. Aussi son voyage vers l'Orient se fait-il lentement et dans le luxe, ce qui lui vaudra maintes critiques : mais c'était l'affirmation du pouvoir et du faste romain, la démonstration que son agenda échappait aux pressions externes.
L'offensive romaine se développe à partir de 162 se concentrant d'abord sur l'Arménie. Marcus Statius Priscus place à la tête du royaume reconquis Sohaemus d'Arménie et installe une garnison dans la nouvelle capitale actuelle Etchmiadzin. En 163, le contrôle romain sur l'Arménie est à nouveau accompli, et Lucius Aurelius Verus prend le titre d'Armeniacus. Les troupes romaines ont par ailleurs poussé leur offensive vers le Caucase et le long de la mer Noire.
Les opérations romaines se tournent ensuite vers la Mésopotamie avec une chronologie plus difficile à établir. Par ailleurs Marcus Statius Priscus cède la place à des généraux plus jeunes qui se trouvaient jusqu'alors sous ses ordres : Avidius Cassius, Publius Martius Verus. Lucius Aurelius Verus semble avoir fait des propositions de paix aux Parthes, qui ne furent pas acceptées. Il s'est par ailleurs rendu sur le front, mais passe l'essentiel de son temps à Antioche au milieu d'une cour brillante et controversée. En 164, il part pour Éphèse où il épouse Lucilla, fille de Marc Aurèle, manière sans doute pour ce dernier de resserrer les liens avec un co-empereur qui semblait peut-être plus distant et commençait à recevoir la gloire des victoires de ses légats.
En 165 au plus tard, les offensives romaines accomplissent une percée en Mésopotamie, rétablissant le protectorat romain en Osroène puis investissant Doura Europos, et préparant une marche vers les grandes cités de la Mésopotamie parthe menée par Avidius Cassius. Fin 165, sans doute, Séleucie du Tigre se rend aux armées romaines et Ctésiphon, sa voisine, capitale du grand roi parthe, est pillée et incendiée. La victoire est totale, elle sera célébrée dans tout l'empire comme le montre la porte Noire à Besançon.
Néanmoins les Romains ne restent pas au cœur de la Mésopotamie : Séleucie du Tigre est pillée, et les troupes romaines entament leur retour vers la province de Syrie. Les difficiles conditions de ce retour accréditeront l'idée que la peste antonine s'est diffusée à partir de la prise de Séleucie du Tigre. Avidius Cassius, d'origine syrienne, gagne un prestige immense dans ces victoires. Les opérations romaines se portent encore sur le haut-plateau perse, la Médie, sans doute au cours d'un raid destiné à menacer d'un peu plus près le cœur de l'Empire arsacide. Les empereurs romains peuvent alors prendre les surnoms de Parthicus maximus et Medicus : grand vainqueur des Parthes et vainqueur des Mèdes (166).
La guerre se termine dans l'été 166 : le contrôle romain s'est étendu jusqu'à Doura Europos, dans la vallée du haut-Euphrate, et Vologèse IV n'est plus une menace. Les provinces d'Orient sont cependant confiées pour de longues années aux généraux les plus brillants de la guerre : Publius Martius Verus en Cappadoce, Avidius Cassius en Syrie. Les menaces sont désormais sur le Danube et les légions déplacées retournent vers les provinces menacées par les Barbares : Dacie, Pannonie sous le commandement de légats qui s'étaient aussi illustrés en Orient, comme Claudius Fronto (en).
En octobre 166, Lucius Verus célèbre son triomphe à Rome.

### Les campagnes de Septime Sévère (194-198)

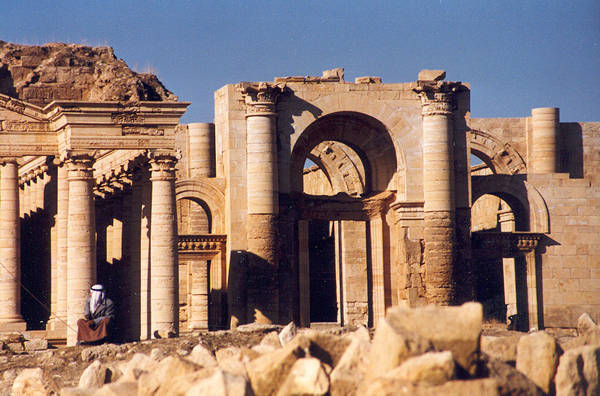
Ruine d'Hatra, cité qui tint les troupes romaines de Septime Sévère en échec.

À la suite de l'assassinat de Commode en 192, une guerre civile éclate entre Didius Julianus, Pescennius Niger et Septime Sévère. En Orient, Pescennius Niger, légat de Syrie, refuse d'acclamer Septime Sévère. Son armée le proclame empereur le 9 avril. Il est bientôt soutenu par l'Égypte. Il représente un triple danger : militaire car il possède 9 légions, économique grâce à l'appui de l'Égypte et diplomatique avec les appuis que lui proposent les souverains parthes. Septime Sévère réagit avec célérité, quitte Rome en juillet 193 et se déplace en Orient. Il assiège Byzance enlevée par Pescennius Niger (elle ne capitule qu'en 195 après deux ans de siège), puis remporte deux victoires sur son compétiteur à Cyzique, fin 193, puis à Nicée au début de 194. Il obtient alors le ralliement de l'Égypte, de l'Arabie et de la Syrie. La bataille décisive a lieu à Issos au printemps 194. Pescennius Niger se réfugie à Antioche, qui est bientôt investie par les troupes de Septime Sévère, et s'enfuit probablement vers le Royaume parthe. Capturé il est exécuté.

### La campagne de Caracalla (215-217)
La campagne décidée par Caracalla contre les Perses, amène l'empereur en Syrie en 215, mais elle n'est guère concluante. Tué à proximité de Carrhae en avril 217, le fils de Septime Sévère est remplacé par Macrin, son préfet du prétoire. Macrin tente de poursuivre les campagnes de Caracalla et dirige l'empire depuis Antioche.

## Période sassano-romaine

### Campagnes de ChapourIer(240-261)
La guerre entre les Sassanides et les Romains commence dès avant le milieu du IIIe siècle à la suite de la renaissance de la Perse sous Ardachir Ier.
Le fils d'Ardachir Ier, Chapour Ier, continue l'expansion de l'empire en conquérant la Bactriane et la partie ouest de l'Empire kouchan tout en menant plusieurs campagnes contre Rome en envahissant la Mésopotamie romaine. Battu à Reshaina (Syrie) en 243, il doit abandonner ces territoires mais l'année suivante, l'empereur romain Gordien III est battu à Misiche (en), puis assassiné par ses propres troupes. Chapour conclut alors un avantageux traité de paix avec le nouvel empereur, Philippe l'Arabe, pour reprendre ensuite le combat en 252 et battre les Romains à Barbalissos, lesquels, sous l'empereur Valérien, connurent une désastreuse défaite entre Carrhes (Harran) et Édesse (Şanlıurfa) en 260. Chapour capture Valérien qui demeure prisonnier à vie et immortalise ce triomphe en faisant graver la scène à Naqsh-e Rostam, et aussi à Bishapour, dans une version plus élaborée. Ce site contient quatre tombeaux de la dynastie Achéménides et sept des Sassanides. En 261, il pénètre en Anatolie, mais subit une défaite des Romains et d'Odénat, leur allié de Palmyre, perd son harem et tous les territoires romains qu'il avait conquis.

### Trêve (297-337)
Lorsque celui-ci meurt, ses successeurs immédiats n'ont que de courts règnes et la menace diminue. La région passe alors sous le commandement de nobles de Palmyre qui organisent la défense locale de l'empire. L'empereur Aurélien ramène la province de Syrie dans le giron de l'empire en 272. En 283, l'empereur Carus met à sac les capitales perses Ctésiphon et Séleucie du Tigre, mais décède subitement, ce qui entraîne la retraite romaine.
Sous le règne de Vahram II, la majeure partie de l'Arménie, après un demi-siècle de domination perse est cédée à Dioclétien. Narseh, le successeur, livre une autre guerre avec les Romains et est battu en Arménie en 298. Les Sassanides doivent alors céder cinq provinces à l'est du Tigre et renoncer à leurs prétentions en Arménie et Géorgie. Narseh cède son trône en 301 et meurt en 302. Son fils, Hormizd II mate les révoltes au Sistan et au Kouchan mais doit céder devant la noblesse. Il est tué par des Bédouins en 309.
Constantin Ier fonde en 325 sa nouvelle capitale, Constantinople aux portes de l'Orient afin de mieux surveiller le nouveau royaume.

### Campagnes de ChapourII(337-363)

Campagne de Julien en 363.

En 337, juste avant la mort de l'empereur Constantin Ier, Chapour II brise le traité de paix conclu en 297 entre Narseh et l'empereur Dioclétien, qui avait été respecté pendant quarante ans. Un conflit d'une durée de vingt-six ans commence alors en deux séries de guerres, la première ayant lieu de 337 à 350. Chapour II tente de conquérir, avec des succès variés, les grandes forteresses de la Mésopotamie romaine : Singara, Nisibis (qu'il attaque trois fois en vain) et Amida (Diyarbakır).
L'empereur romain Constance II est toujours vaincu sur le champ de bataille. Malgré tout, Chapour II ne fait presque aucun progrès ; le pouvoir militaire de son royaume n'étant pas suffisant pour une occupation durable des territoires conquis. En même temps, il est attaqué à l'est par des tribus nomades, parmi lesquelles sont cités les Kidarites.
En 350, Constance doit faire face à l'usurpation de Magnence en Occident. L'empereur se rend en Gaule avec ses troupes, confiant le commandement de son armée en Orient au comes rei militaris (ou dux Mesopotamiae) Lucillianus. Ce dernier défend avec succès la forteresse de Nisibe contre les attaques perses.
Après une lutte prolongée (353-358), les protagonistes sont forcés de conclure un traité de paix, et leur roi, Grumbates (en), accompagne Chapour II dans sa guerre contre les Romains.

#### Reprise des hostilités et prise d'Amida (359-360)
En 358, Chapour II est prêt pour entamer la deuxième série des guerres contre Rome, qui connaissent un succès plus grand. Constance II missionne les généraux Procope et Lucillianus pour tenter de négocier le prolongement de la paix.
En dépit de l'envoi de cette nouvelle ambassade, Chapour II reprend les hostilités et pose le siège devant Amida. Il prend la ville après soixante-treize jours grâce à l'inertie du général Sabinianus chargé de sa défense, avant de s'emparer de Singara et d'autres forteresses l'année suivante (360).
L'empereur Constance, qui avait confié le commandement de ses troupes en Orient à Ursicin, disgracie ce dernier à la suite d'intrigues de cours, cherchant à lui imputer la responsabilité de la prise d'Amida. Constance mobilise ses troupes à Édesse et confie une avant-garde à ses généraux Arbitio et Agilo, chargés de garder le limes du Tigre. Dans le même temps, l'empereur cherche à rallier les satrapes et les princes indépendants établis au Nord de l'Empire sassanide, comme Arsace II, roi d'Arménie, et Méribane, roi d'Ibérie.
Le César Julien, à qui il demande de lui faire parvenir deux légions pour renforcer ses troupes en Orient, lui oppose une fin de non-recevoir et se fait proclamer empereur par ses troupes à Lutèce. Constance refuse de le reconnaître comme Auguste, mais renonce dans un premier temps à se détourner de la frontière pour l'affronter avec son armée. Chapour, de son côté, consulte les oracles en attendant qu'un présage favorable lui donne le signal d'entrer en campagne. De mauvais auspices le détourne de ses plans, laissant libre Constance de combattre Julien.

#### Campagne de Julien en Perse (363)
La mort impromptue de Constance en novembre 361 fait de Julien le seul souverain de l'Empire romain. Celui-ci s'établir à Antioche dès 362 afin de préparer une grande campagne militaire contre la Perse visant à démettre Chapour II et le remplacer par son beau-frère Hormizd.
À la tête d'une forte armée, il s'avance au printemps 363 jusqu'à la capitale de Chapour II, Ctésiphon, et bat une armée sassanide supérieure à la bataille de Ctésiphon, mais est mortellement blessé au cours de sa retraite lors de la bataille de Samarra.
Son successeur Jovien (363-364) conclut une paix ignominieuse, par laquelle les districts du Tigre et Nisibis (un total de cinq provinces romaines) étaient donnés aux Perses, et les Romains promirent de ne plus interférer en Arménie. Ce grand succès est représenté par des sculptures dans la roche non loin de la ville de Bishapour en Perse ; sous les sabots du cheval du roi gît le corps d'un ennemi, probablement Julien et un Romain suppliant, l'empereur Jovien, demande la paix.
Chapour II envahit alors l'Arménie, où il fait prisonnier le roi Arsace II d'Arménie, fidèle allié des Romains, pour trahison et le fait ensuite mettre à mort.
La Perse demeure ensuite relativement en paix avec les Romains et, en 395, l'Empire romain est définitivement divisé entre Empire romain d'Occident et Empire romain d'Orient.

## Période sassano-byzantine

### Campagnes de Vahram V (420-422)
Les persécutions contre les chrétiens s'intensifient au début du Ve siècle et sous Vahram V de nombreux chrétiens se réfugient dans l'Empire romain d'Orient. Varham V demande que les fugitifs lui soient livrés mais Théodose II refuse, et la guerre est déclarée dès 420. Elle débute par plusieurs défaites perses et de nombreux prisonniers tombent aux mains des Romains d'Orient qui s'avancent jusqu’à la province d'Azarène et la ravagent. Puis, les Romains d'Orient assiègent Nisibis en Mésopotamie. Vahram décide de porter le gros de ses troupes sur cette ville. En dépit du nombre, les Perses y sont sévèrement défaits.
Lors d'un combat singulier fréquent dans la tradition sassanide, il oppose son champion à un Goth romanisé qui le tue. Vahram doit alors demander la paix. Elle est signée en 422 avec Théodose II pour cent ans et les chrétiens ont à nouveau la liberté de culte (en contrepartie, les zoroastriens l'obtiennent eux aussi dans l'Empire romain).

### Campagnes de Yazdgard II (438-441)
Au début de son règne, Yazdgard II attaque rapidement l'Empire romain d'Orient avec une armée composée de diverses nations, dont ses alliés indiens, afin d'éliminer la menace d'une reconstruction romaine — les Romains avaient construit des fortifications dans le territoire perse voisin de Carrhae — en anticipation des expéditions qui seraient faites. Les Romains sont pris par surprise et seule une forte inondation empêche les Perses d'avancer plus loin en territoire romain. L'empereur byzantin Théodose II (408-450) demande la paix et envoie personnellement son commandant au camp de Yazdgard II. Dans les négociations qui suivent en 441, les deux empires promettent de ne plus construire de fortifications dans les territoires frontaliers. Yazdgard II, bien qu'ayant l'avantage à ce moment-là, ne fait pas de demandes supplémentaires aux Romains à cause d'incursions des Kidarites en Parthie et en Khwarezm.

### KhosroIeret Khosro II (531-628)

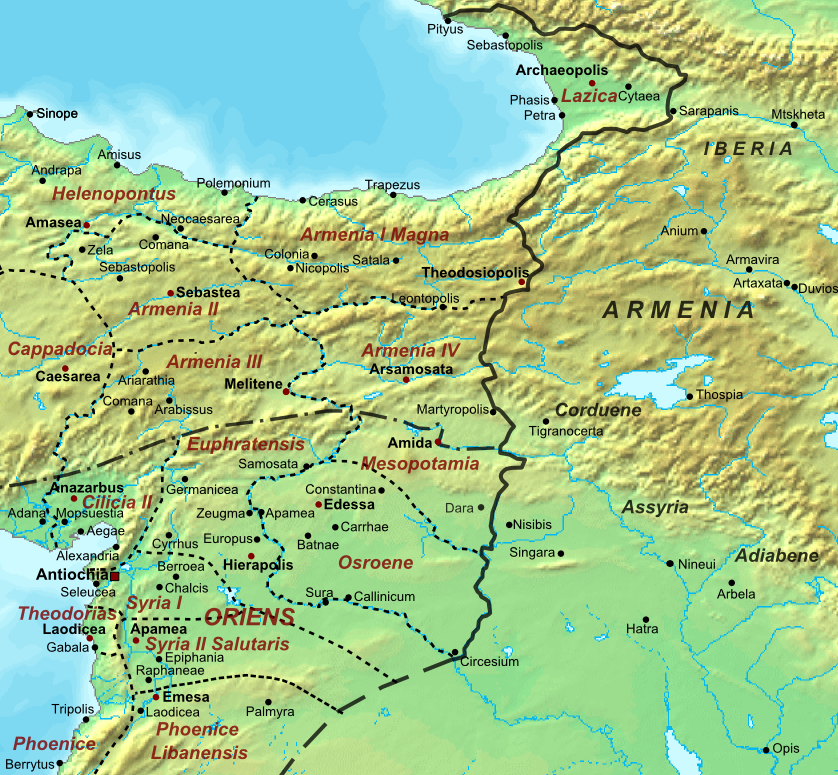
Frontière entre l'Empire byzantin et les Sassanides à la mort de Justinien en 565.

Au début de son règne, Khosro Ier conclut une paix éternelle avec l'empereur byzantin Justinien (527-565), qui voulait avoir les mains libres pour la conquête de l'Afrique et de la Sicile. Mais ses succès contre les Vandales et les Goths causèrent la reprise de la guerre par Khosro en 540.
Il envahit la Syrie et ramène les habitants d'Antioche jusqu'à sa résidence et leur construit une ville à côté de Ctésiphon sous le nom de Khosrau-Antioche ou Chosro-Antioche. Pendant les années suivantes, il combat successivement en Lazique (l'ancienne Colchide) durant la guerre lazique, sur la mer Noire et en Mésopotamie.

Les Byzantins, bien que menés par Bélisaire, ne peuvent pas grand chose contre lui. En 545, un armistice est conclu, mais la guerre lazique continue jusqu'en 557. À la fin, en 562, une paix est conclue pour cinquante ans, dans laquelle les Perses laissent le royaume de Lazique aux Romains, et promettent de ne pas persécuter les chrétiens, à condition que ceux-ci n'essaient pas de faire du prosélytisme auprès des zoroastriens ; à l'inverse, les Romains doivent encore payer des tributs à la Perse.